# Чекасин, Павел
Павел Чекасин (1929 — неизвестно) — советский хоккеист, вратарь.
Перед сезоном 1951/52 перешёл из свердловского «Спартака» в «Динамо», где провёл четыре сезона, из них первые три — в первой группе (классе «А»). Сезон 1955/56 отыграл в классе «А» в «Спартаке».